# Kälarne
Kälarne – miejscowość (tätort) w Szwecji, w regionie administracyjnym (län) Jämtland, w gminie Bräcke.
Według danych Szwedzkiego Urzędu Statystycznego liczba ludności wyniosła: 435 (31 grudnia 2015), 421 (31 grudnia 2018) i 399 (31 grudnia 2019).